# Jean-Pierre Rochat (Schriftsteller)

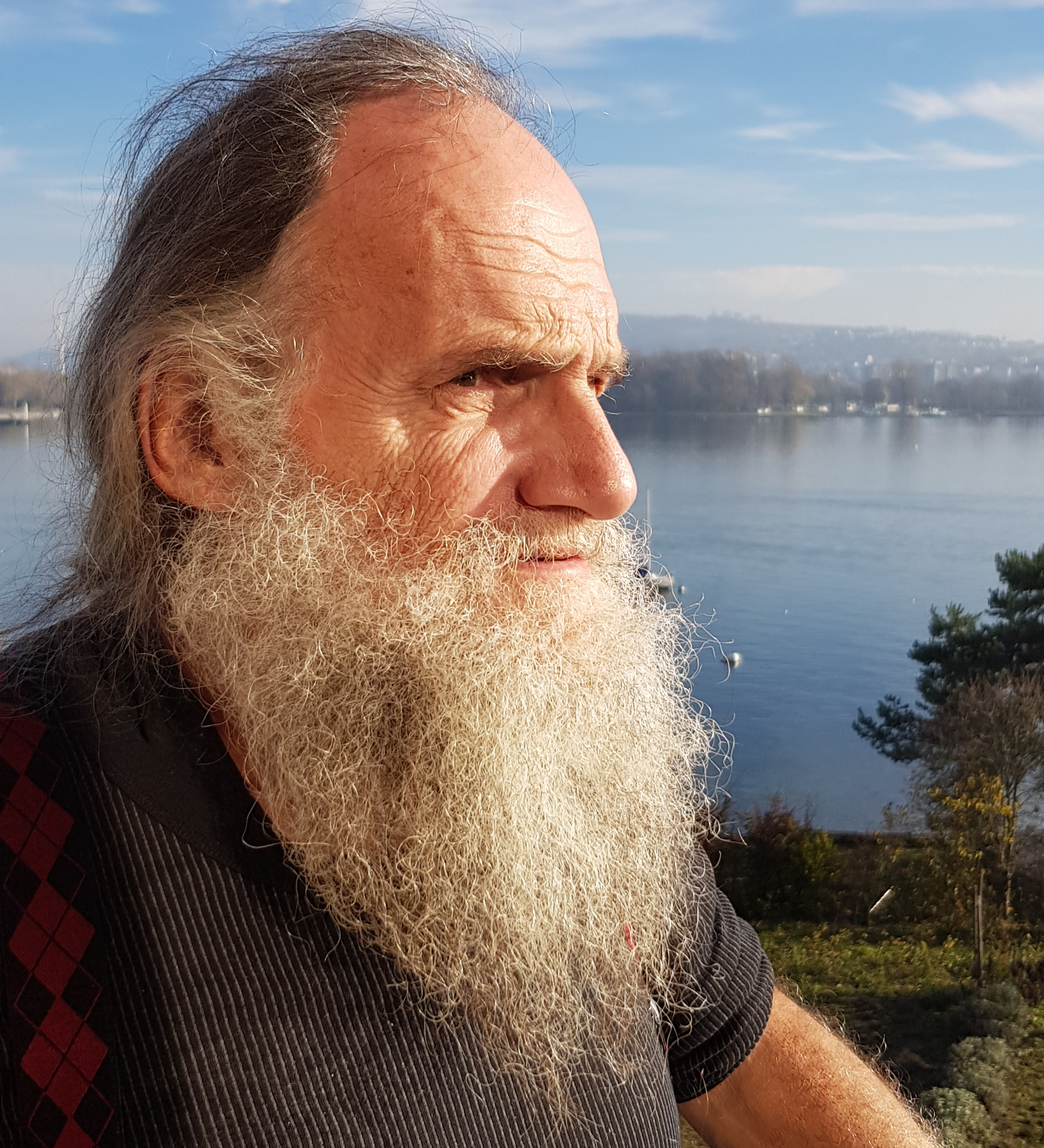
Jean-Pierre Rochat

Jean-Pierre Rochat (* 24. November 1953 in Basel) ist ein französischsprachiger Schweizer Schriftsteller und Landwirt.

## Leben
Jean-Pierre Rochat wuchs in Biel/Bienne auf. Er arbeitete als Alphirt und Schäfer. Seit 1974 führt er in Vauffelin einen Bauernhof, wo er sich besonders der Zucht von Freibergerpferden widmet. Er verfasst vor allem Prosawerke, mit Ausnahme eines Gedichtbandes und eines Theaterstücks.

## Auszeichnungen
- 1985: Förderpreis des Kantons Bern für Berger sans étoiles
- 1999: Literaturpreis des Kantons Bern für Hécatombe
- 2013: Prix Michel-Dentan für L’écrivain suisse allemand
- 2019: Prix du Roman des Romands für Petite brume

## Werke
- Scènes de la vie agricole. Erzählungen. Éd. de la Louve, Genf 1982.
- Berger sans étoiles. Éd. d’En-Bas, Lausanne 1984; La Chambre d’échos, Paris 2006.
  - Hirt ohne Sterne. Erzählung. Deutsch von Elisabeth Profos-Sulzer. Zytglogge, Gümligen 1986, ISBN 3-7296-0233-0.
- Epilady. Erzählung. Canevas, Saint-Imier 1990.
- Mon totem c’est la cheminée de l’usine d’incinération. Drama. Canevas, Saint-Imier 1992.
- Hécatombe. Erzählungen. La Chambre d’échos, Paris 1999.
- Sur du rouge vif. Gedichte. Éd. d’Autre Part, Delémont 1999.
- Sous les draps du lac. Erzählungen. La Chambre d’échos, Paris 2001.
- Mon livre de chevet empoisonné. Erzählungen. La Chambre d’échos, Paris 2006.
- L’écrivain suisse allemand. Roman. Éd. d’Autre Part, Delémont 2012.
  - Melken mit Stil. Deutsch von Yla M. von Dach. Die Brotsuppe, Biel 2015, ISBN 978-3-905689-55-6.
- Journal amoureux d’un boucher de campagne. La Chambre d’échos, Paris 2014.
- Lapis-lazuli. Roman. Éd. d’Autre Part, Delémont 2015.
- La nuit de la nouvelle. La Chambre d’échos, Paris 2016.
- 36 choses à faire avant de mourir. Drosera, Viverols 2016.
- Petite brume. Roman. Éd. d’Autre Part, Delémont 2017.
  - Nebelstreif. Deutsch von Yla M. von Dach. Die Brotsuppe, Biel 2019, ISBN 978-3-03867-018-6.
- La clé des champs. Erzählungen. La Chambre d’échos, Paris 2018.
- Le bouc. Erzählungen. La Chambre d’échos, Paris 2020.
- Roman de gares. Roman. Éd. d’Autre Part, Delémont 2020.
- Chaque jour une histoire – Jeden Tag eine Geschichte. Erzählungen. Französisch/Deutsch (von Yves Raeber). Die Brotsuppe, Biel 2021, ISBN 978-3-03867-028-5.
- La légende du merle. Erzählung. Éd. d’En-Bas, Lausanne 2021.